# Снабер

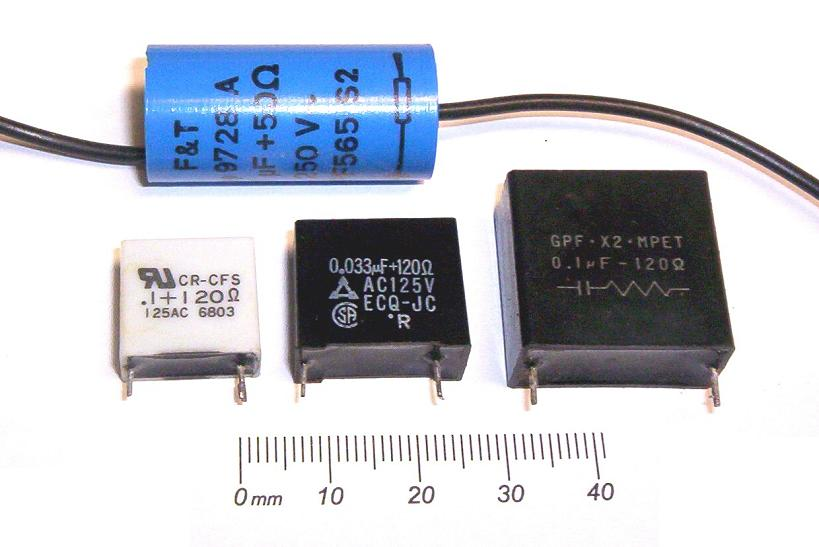
Snubber

Снабер — це демпфувальний пристрій, що працює як фільтр низької частоти, який виконує замикання на собі струму перехідного процесу. Основне призначення пристроїв комутаційного захисту (снаберів) полягає в розвантаженні напівпровідникових приладів від комутації потужності та пов'язаних з цим комутаційних втрат. Крім того, усуваються або послабляються також інші негативні явища, пов'язані з комутацією: комутаційні перенапруги, радіозавади та завади системам керування.

## Класифікація снаберів
- За видом основної функції виділяють:
  - Снабери вимикання або ємнісні;
  - Снабери ввімкнення або індуктивні.
- За ступенем інтеграції відрізняють:
  - Індивідуальні;
  - Групові;
  - Загальні.
- В залежності від використання енергії комутації:
  - Снабери з поглинанням;
  - Снабери з поверненням.

## Використання снаберів у схемах захисних ланок
Схеми снаберів використовують при підключенні тиристорів та транзисторів різних типів, частіше MOSFET та IGBT. Основною задачею снаберних схем стає поглинання надлишкових викидів струму або напруги з ключів, які можуть призвести до порушення роботи схеми або їх пробою. У різних схемах снабери можуть бути представлені по-різному. Виділяють такі схеми, як C-, RC-, RCD- снабери, снабери на основі варисторів та супресорів.

### С-снабери

Підключення С-снабера до IGBT-транзистора

Найпростішим способом обмеження викидів напруги є використання снаберної ємності у вигляді високовольтного конденсатора, який необхідно паралельно підключити до виводів живлення. Дія конденсатора як основного елемента снабера зводиться до затримання наростання напруги на приладі, що вимикається, та зменшенню, як наслідок, потужності тепловиділення в ньому. Розглянутий снабер не забезпечує повного розвантаження напівпровідникового приладу від комутації потужності, тому що потужність тепловиділення на інтервалі спаду струму t0…t1 відрізняється від нуля. У схемах перетворювачів важливою при конструюванні є силова шина, яка повинна бути виконана якомога більш короткою та широкою. Під час комутації на шині з'являється незначна індуктивність, якої необхідно позбутися. Для цього найпростішим варіантом є використання снаберної ємності. Типово, для схем потужністю до 200 Вт розмір ємності становитиме від 0.1 до 0.2 мкФ. С-снабер використовують у більшості інверторів середньої та великої потужності.

### RC-снабери

Підключення RC-снабера до транзистора

Захист від перенапруги IGBT-транзистора за допомогою RCD-ланки

Даний тип подібний до попереднього, тільки з введенням у схему послідовно під'єднаного резистора. За допомогою такої ланки є можливість поглинання паразитних генерацій у схемі, які з'являються внаслідок ємності снабера та індуктивності шини. Ємність транзистора помічається між стоком та витоком (Coss) та є номінальним параметром із документації. Дана ланка RC — є найбільш оптимальною для поглинання власних паразитних ємностей транзистора. Резистор R потрібен для обмеження струму розряду конденсатора при ввімкненні керованого ключа. Чим більше величина R, тим менше розрядний струм, але більше час розряду, що обмежує знизу час ввімкненого стану VS та діапазон регулювання напруги при ШІМ. Використовуються, як правило, для низьковольтних схем побудованих на MOSFET транзисторах, що комутують великі струми.

### RCD-снабери
Снабер приєднується паралельно приладу VT, що захищається, та містить конденсатор С як основний елемент і розрядні резистор R та діод VD.  Дана ланка снабера складена з діода, конденсатора та резистора. Разом вони виконують функцію розряду та обмежування струму. Дія конденсатора як основного елемента снабера зводиться до затримання наростання напруги uv на приладі, що вимикається, та зменшенню, як слідство, потужності uviv тепловиділення в ньому.
З початком спаду струму в приладі різниця струмів ic = і — iv потече через діод VD в конденсатор і напруга на ньому почне  наростати.
Після вимикання транзистора у момент t1, якщо при цьому u0<uv, конденсатор продовжує заряджатися струмом і, поки напруга на ньому не досягне u. Введення до схем діода VD додатково знижує наростання напруги при розряді конденсатора. Даний снабер використовується з IGBT-транзисторами, проте через складність виконання схеми його використовують доволі рідко.

### Супресори

Позначення супресорів: а) симетричний; б) однонапрямлений

Один з класів напівпровідникових діодів, що називається НОП (напівпровідниковий обмежувач напруги) або супресор. У зарубіжній технічній літературі використовується назва TVS-діод (Transient Voltage Suppressor). Використовуються у електроніці для захисту від перенапруг, які можуть виникати внаслідок викидів напруг на силових трансформаторних підстанціях. Супресори використовують частіше у імпульсних блоках живлення, а також для захисту різної чутливої апаратури.

### Варистори

Позначення на схемі

Варистор (англ. vari(able) (resi)stor — змінний резистор) — напівпровідниковий резистор, електричний опір (провідність) якого нелінійно залежить від прикладеної електричної напруги; іншими словами, який має нелінійну симетричну вольт-амперну характеристику та два виводи.

#### Застосування
Низьковольтні варистори виготовляють під робочу напругу від 3 до 200 В та струм від 0,1 мА до 1 А; високовольтні варистори — під робочу напругу до 20 кВ.
Варистори застосовують для стабілізації та регулювання низькочастотних струмів і напруги; в аналогових обчислювальних машинах — для реалізації підняття до степеня, добування коренів та інших математичних дій; для захисту від перенапруги (наприклад, високовольтні лінії електропередачі, лінії зв'язку, електричні прилади) та ін.
Високовольтні варистори застосовують для виготовлення обмежувачів перенапруги.
Як електричні компоненти, варистори дешеві і надійні, здатні витримувати значні електричні перевантаження, можуть працювати на високій частоті (до 500 кГц). Серед недоліків — значний низькочастотний шум та старіння — зміна параметрів з часом і при коливаннях температури.

## Порівняльна таблиця снаберних ланок
Окрім основних схем захисних ланок снаберів також використовуються такі схеми, як супресори та варистори. Така різноманітність схем пов'язана з параметрами таких ланок та їх можливостями у електричному колі. До основних параметрів снаберів відносять власну пробивну напругу, потужність, ККД, та швидкодію. В залежності від різних схем та потреб обирають необхідну снаберну ланку. Серед усіх обмежувачів супресори мають найбільшу швидкодію. Для схем, де має місце велика потужність та довжина імпульсу кращими для використання будуть варистори.
В таблиці наведені орієнтовні характеристики основних типів снаберів:
| Тип снабера                         | C                            | RC                 | RCD               | Супресор           | Варистор          |
| ----------------------------------- | ---------------------------- | ------------------ | ----------------- | ------------------ | ----------------- |
| Потужність, при якій застосовується | Середня та висока потужності | Середня потужність | Висока потужність | Середня потужність | Висока потужність |
| ККД                                 | Низький ККД                  | Високий ККД        | Високий ККД       | Високий ККД        | Високий ККД       |
| Швидкодія                           | Висока швидкодія             | Середня швидкодія  | Середня швидкодія | Середня швидкодія  | Низька швидкодія  |